# Lion de Béringie
Panthera leo vereshchagini
Sous-espèce
Le Lion de Béringie (Panthera leo vereshchagini) est une sous-espèce éteinte de Lions de petite taille peuplant l’Arctique sibérien et nord-américain durant la dernière période glaciaire.

## Description
La différence entre le Lion de Béringie et les autres sous-espèces de Panthera leo a déjà été proposée par B. Kurtén (1985), puis cette espèce a été décrite en 2001 par Baryshnikov et Boeskorov sous le nom de Panthera leo vereshchagini (en l’honneur de Nikolaï Verechtchaguine, s’étant déjà investi en paléontologie féline).
Les restes types, dont deux crânes : YGI 3190/1 et YGI-639 7 (Baryshnikov et Boeskorov, 2001), ont été retrouvés le long de la rivière Kolyma (Iakoutie), le second crâne a été daté au radiocarbone de 36 000 ans.
La sous-espèce se caractérise surtout par une faible longueur du crâne (variant entre 300 et 310 mm), tandis que celle des lions de Rancho la Brea dépasse parfois 350 mm (Sotnikova et Nikolskiy, 2007 ; Merriam et Stock, 1932), néanmoins, une mâchoire trouvée en Alaska est de plus grande taille (Whitmore et Foster, 1967).

## Évolution et classification
Il est admis actuellement que le lion des cavernes « eurasiatique » était présent en Alaska et au Yukon durant le Pléistocène supérieur (Harington, 1969 ; Vereshchagin, 1971 ; Kurtén, 1985 ; Baryshnikov et Boeskorov, 2001 et Sotnikova et Nikolskiy, 2007), la forme « américaine » se serait alors développée en traversant le Canada, il y a environ 100 000 ans.
Selon les études modernes, le lion des cavernes (Panthera spelaea, Goldfuss) se serait séparé du lion actuel (Panthera leo, Linnaeus) en arrivant sur le continent européen, l’espèce fut alors isolée et mieux adaptée à un climat froid, d'où sa plus grande taille moyenne. Il apparaît en Europe au Pléistocène moyen, dont Mosbach (Schutt, 1969) ou Isernia La Pineta (Sala, 1990) et disparut il y a environ 10 000 ans, à la fin du Pléistocène supérieur. Une étude récente fondée sur les séquences d’ADN de plusieurs restes européens tend à démontrer que le lion des cavernes s’est séparé du phylum des lions actuels très tôt (Burger et al. 2004).
La plupart des auteurs modernes reconnaissent plusieurs espèces (Sotnikova et Nikolskiy, 2007…), Burger et al. 2004 rattachent le lion des cavernes à Panthera leo ; mais il semble plutôt qu’il ne s’agisse que d’une seule et même espèce. Il existe donc différentes sous-espèces :
- Panthera spelaea fossilis (Reichenau, 1906) : forme primitive issue des lions modernes (Europe), de très grande taille.
- Panthera spelaea spelaea (Goldfuss, 1810) : forme type, de plus petite taille (Europe occidentale, Russie)
- Panthera spelaea vereshchagini (Baryshnikov et Boeskorov, 2001) : forme de petite taille (Sibérie orientale, Alaska, Territoire du Yukon).
- Panthera spelaea atrox (Leidy, 1853) : forme de taille comparable à P. spelaea fossilis (États-Unis, Mexique).

## Relation prédateur/proie entre le Lion et le Bison
Une carcasse momifiée de Bison (Bison priscus, Bojanus, 1827) a été retrouvée en 1979 en Alaska (Fairbanks Creek) et daté au radiocarbone d’environ 31 000 ans. Il semble que ce bison a été tué par des lions ; ainsi, sa peau porte de nombreuses traces de griffures, son museau porte des traces de morsures, caractéristiques des grands félins. Une carnassière (dent) a été retrouvée dans la peau de l’animal (Guthrie, 1990). Certaines peintures préhistoriques de la grotte Chauvet (31 000 ans) montrent des scènes de chasse de lions et de bisons, ce qui renforce l’idée de relation prédateur-proie entre ces deux espèces.